# Prüfungsantrag
Der Prüfungsantrag (englisch „examination request“) ist ein im Patenterteilungsverfahren beim Deutschen Patent- und Markenamt („DPMA“) bzw. beim Europäischen Patentamt („EPA“) notwendiger und auch im Verfahren nach dem Patentzusammenarbeitsvertrag („Patent Cooperation Treaty“ – „PCT“) möglicher Antrag an das zuständige Amt, damit dieses die Prüfung  einer Patentanmeldung auf die Erfordernisse für die Patentierung beginnt und durchführt.

## Überblick
Damit auf eine Erfindung ein Patent erteilt werden kann, müssen nach Einreichung einer entsprechenden Patentanmeldung am zuständigen Amt
- zunächst der für sie geltende Stand der Technik ermittelt werden, und
- dann die Erfordernisse für die Patentierung, auch im Hinblick auf den zuvor recherchierten Stand der Technik, geprüft werden.

Die amtliche Prüfung nach der Recherche muss durch den Prüfungsantrag angestoßen werden. Er ist gebührenpflichtig.
Im rechtlichen Sinn sind Prüfungsantragstellung und Gebührenzahlung hierfür unterschiedliche Vorgänge. Im Jargon meint man aber meistens beides miteinander, wenn von Prüfungsantragstellung die Rede ist. Ohne Gebührenzahlung gilt der Prüfungsantrag als nicht gestellt.

## Wirkung des Prüfungsantrags
Mit dem Prüfungsantrag wird das Prüfungsverfahren im engeren Sinne angestoßen. Es endet durch Beschluss der zuständigen Stelle oder wegen Rücknahme der Anmeldung (anders im PCT-Verfahren – siehe unten). Das auf einen wirksamen Prüfungsantrag hin durchzuführende Prüfungsverfahren umfasst den Erlass von Bescheiden im Ermessen der zuständigen Stelle und nötigenfalls die Anberaumung einer Anhörung bzw. mündlichen Verhandlung sowie die Beschlussfassung der zuständigen Stelle.
Auf den Prüfungsantrag hin wird am zuständigen Amt der für die Anmeldung zuständige Prüfer die Anmeldung auf alle für die Patentierbarkeit einer Anmeldung geltenden Erfordernisse hin überprüfen und das Ergebnis dem Anmelder in Form eines erwiderbaren Bescheids („Prüfungsbescheid“) oder eines Beschlusses schriftlich mitteilen. Wenn im Verfahren beim DPMA vorher kein Rechercheantrag gestellt war, oder allgemein ein gestellter Rechercheantrag noch nicht abgearbeitet war, muss die Recherche jetzt durchgeführt werden.
Die Prüfung umfasst eher förmliche Kriterien wie Klarheit der Anmeldung, aber wesentlich auch die Überprüfung der geltenden Patentansprüche dahingehend, ob sie gegenüber dem zuvor recherchierten Stand der Technik eine materiell patentfähige Erfindung beschreiben.
Der erste Prüfungsbescheid auf den Prüfungsantrag hin kann wegen der nötigen Wahrung des Grundsatzes des rechtlichen Gehörs kein Zurückweisungsbeschluss sein. Ein sofortiger antragsgemäßer Erteilungsbeschluss ist dagegen möglich, wenngleich dies in der Praxis selten vorkommt.
Von Stellung des Prüfungsantrags bis Erhalt des ersten Prüfungsbescheids können wenige Wochen vergehen oder auch einige Jahre, regelmäßig einige Monate. Wenn für eine deutsche Patentanmeldung der Prüfungsantrag gleich mit der Anmeldung gestellt wird, ist das Patentamt gehalten („soll“), den ersten Prüfungsbescheid einschließlich des Rechercheergebnisses binnen acht Monaten zu fertigen und das Ergebnis dem Anmelder mitzuteilen.
Ein übersandter Prüfungsbescheid setzt in der Regel eine Frist, binnen derer der Anmelder qualifiziert zu antworten hat.

## Einzelheiten

### Verfahren beim DPMA, Rechtsgrundlage
Das deutsche Verfahrensrecht erlaubt es, den Rechercheantrag und den Prüfungsantrag gleichzeitig mit der Einreichung der deutschen Patentanmeldung oder erst später, miteinander oder nacheinander zu stellen. Wird der Prüfungsantrag ohne vorherigen Rechercheantrag gestellt, gilt letzterer als mitgestellt.
Der Prüfungsantrag, also mittelbar auch der Rechercheantrag, muss bis spätestens sieben Jahre nach dem Anmeldetag der Patentanmeldung gestellt werden, sonst gilt die Patentanmeldung als zurückgenommen. Auch Dritte können den Prüfungsantrag stellen, müssen dann aber auch die Gebühr hierfür bezahlen. Der Prüfungsantrag kann nicht zurückgenommen werden.
Die amtliche Gebühr für den Rechercheantrag beträgt 300 € (Stand Juli 2022), für den späteren Prüfungsantrag 150 € (Stand Juli 2022), wenn beide gleichzeitig gestellt werden insgesamt 350 € (Stand Juli 2022).

### Verfahren beim EPA, Rechtsgrundlage
Im Verfahrensrecht beim EPA wird die Recherche nicht eigens beantragt, da dies schon im ursprünglich eingereichten Erteilungsantrag enthalten ist. Aber die für die Recherche fällige Gebühr muss gleich anfänglich gezahlt werden. Der Prüfungsantrag kann demgegenüber verfahrensabhängig später gestellt werden.
Die amtliche Gebühr für den Prüfungsantrag beträgt 1.915 € (Stand Juni 2024).

### PCT-Verfahren, Rechtsgrundlage
Das Verfahrensrecht unter dem PCT erfordert es, gleichzeitig mit der Einreichung der internationalen Patentanmeldung den Rechercheantrag zu stellen und die hierfür fällige Gebühr zu zahlen. Der Antrag auf internationale vorläufige Prüfung kann demgegenüber einige Monate später gestellt werden. Er muss aber nicht gestellt werden.
Die Prüfung im PCT-Verfahren kann nicht zur Patenterteilung führen, sie endet mit einem gutachtlich zu verstehenden Ergebnis.

### Andere Länder
Grundsätzlich ist der Prüfungsantrag nur in Patentsystemen zu stellen, die die Prüfung einer Patentanmeldung vorsehen (nicht z. B. Frankreich). Deutschland erlaubt es, bis zu sieben Jahre mit der Stellung des Prüfungsantrages zu warten. In Japan und China sind es drei Jahre.